# 장흥공공도서관
장흥공공도서관은 전라남도 장흥군 소재의 공공 도서관이다.

## 연혁
- 1990년 12월 21일 : 장흥공공도서관 착공
- 1991년 8월 29일 : 장흥공공도서관 준공
- 1991년 12월 6일 : 장흥공공도서관 개관
- 2001년 5월 30일 : 전라남도교육청 지정 평생학습관 운영
- 2002년 11월 22일 : 장흥공공도서관 정보자료실 확장 개실
- 2003년 6월 10일 : 장흥공공도서관 디지털 자료실 구축
- 2011년 3월 24일 : 장흥공공도서관 어린이자료실 확장 개실
- 2012년 2월 23일 : 2012 한국도서관상 수상
- 2012년 10월 17일 : 전국도서관 운영평가 우수기관 선정

## 시설현황
- 3층: 제1문화강좌실, 제2문화강좌실, 보존자료실, 협의실, 휴게실
- 2층: 1열람실, 장애인자료실(2열람실), 디지털자료실, 관장실, 휴게실
- 1층: 정보자료실, 어린이자료실, 사무실